# Hugh Pelham
Sir Hugh Reginald Brentnall Pelham (* 26. August 1954) ist ein britischer Zellbiologe.
Pelham studierte an der Universität Cambridge, wo er 1978 bei Richard Jackson und Tim Hunt promoviert wurde (als Research Fellow am Christ’s College). 1979 bis 1981 war er bei Donald D. Brown in der  Abteilung für Embryologie der Carnegie Institution of Washington in Baltimore, Maryland. Ab 1981 war er Forscher am Medical Research Council Laboratory of Molecular Biology (MRC LMB) in Cambridge, ab 1986 als festes Mitglied. 1992 wurde er dort Leiter der Abteilung Zellbiologie und 2006 wurde er Direktor des Labors. 1987/88 war er Gastwissenschaftler der Universität Zürich. Er forschte über Proteine in der Zellmembran, zum Beispiel ihrer Rolle bei der Abwehr von Schädigungen der Zelle (wie Hitzeschockproteine), ihrer Reparaturmechanismen, der Transportmechanismen zu verschiedenen Teilen der Zelle und ihrer Erkennungsmechanismen. Er war 1984 an der Entwicklung des ersten Protein-Tags beteiligt.
1988 wurde er Fellow der Royal Society (deren Croonian Medal er 1999 erhielt), 1998 der Academy of Medical Sciences und 1990 der Academia Europaea. 1996 erhielt er den König-Faisal-Preis und 1989 die Goldmedaille der European Molecular Biology Organisation (EMBO). 1991 erhielt er den Louis-Jeantet-Preis für Medizin. 1988 erhielt er die Colworth Medal der Biochemical Society. Die britische Krone erhob ihn für seine Leistungen 2011 zum Knight Bachelor.